# Fagraea annulata
Fagraea annulata là một loài thực vật có hoa trong họ Long đởm. Loài này được Hiern mô tả khoa học đầu tiên năm 1909.